# Фуэртевентура (аэропорт)
Аэропорт Фуэртевентура (исп. Aeropuerto de Fuerteventura) (ИАТА: FUE, ИКАО: GCFV) — международный аэропорт находящийся в 6 км к югу от столицы острова, города Пуэрто-дель-Росарио, расположенном на острове Фуэртевентура, входящем в состав Канарского архипелага. По состоянию на 2022 год этот аэропорт является одним из крупнейших воздушных ворот Канарских островов, занимающим 4 место по числу авиаперевозок, проигрывая Гран-Канарии, Тенерифе-Южный и Лансароте.

## История
Удобное расположение острова Фуэртевентура недалеко от Мыса Хуби позволяет создать аэропорт, для связи сектора Тарфая и Канарских островов воздушным транспортом. В 1930-х годах был подготовлен участок земли между морем и шоссе Тетир. В рамках плана обороны архипелага был построен новый военный аэродром в муниципалитете Тефия в 1940 году. Официальное открытие аэропорта для внутренних и международных авиаперевозок состоялось в январе 1950 года. Однако в связи с неудачным расположением аэродрома, увеличением числа коммерческих рейсов, а также плохими условиями для посадки самолётов, заставило правительство острова задуматься об изменении аэродрома. В итоге было принято решение навсегда закрыть аэропорт Тефия в 1952 году.

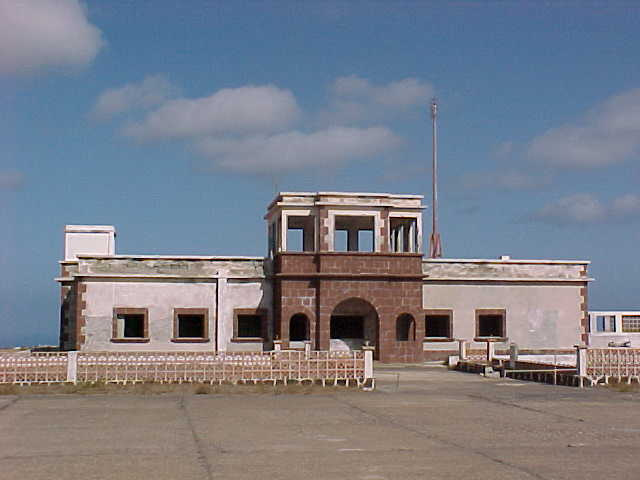
Терминал аэропорта Лос-Эстанкос

После закрытия аэродрома Тефия, город Лос-Эстанкос стал новым местом для аэропорта, весь аэропортовый комплекс и ВПП были построены в течение 1953—1954 годов. Постоянное воздействие порывистых ветров, а также то, что единственную взлётную-полосу перпендикулярно пересекала автомобильная дорога привело к тому, что в начале 1955 года построили ещё одну ВПП с востока на запад. Крайне плохая инфраструктура в аэропорту Лос-Эстанкос, не удачное местонахождение, а также не возможность принимать большое количество туристов и современные большие авиалайнеры, вынудило правительство острова снова сменить местонахождение аэропорта в другое место. 13 сентября 1969 года аэропорт Лос-Эстанкос был официально закрыт.
После закрытия аэропорта Лос-Эстанкос новым местом для аэропорта стало побережье недалеко от населённого пункта Эль-Маторрал. 14 сентября 1969 года аэропорт был официально открыт. В тот же день в аэропорт приземлился первый самолёт, Fokker 27 авиакомпании Iberia. С того дня число авиаперевозок росло со скоростью около тысячи рейсов в год, уже за 1972 год число операций составило 5048 рейсов. 15 ноября 1973 года аэропорт был открыт для международного сообщения в дневное время, и через несколько дней 19-го ноября авиакомпания Condor совершила первый международный рейс из Дюссельдорфа.
Постоянное увеличение пассажирского трафика в аэропорту привело к тому что в 1978 году началась первая реконструкция в аэровокзале, расширены и перестроены были почти все зоны аэропорта, включая и диспетчерскую вышку. Работы уже были завершены в начале 1980 года, после этого аэропорт был полностью подготовлен для приёма растущего потока посетителей.
Приземление DC-10 с 373 пассажирами на борту 13 апреля 1980 года, ознаменовало новую эру аэропорта, ведь посадка больших авиалайнеров было невозможным в аэропорту Лос-Эстанкос. Растущий авиационный трафик способствует расширению терминала аэропорта до 7 750 м² в 1988 году, в том-же году была модернизирована взлётная полоса и расширен перрон до 66 000 м². Однако данные улучшения не смогли решить проблему серьёзной загрузки воздушного движения на острове, пропускная способность аэропорта всё ещё оставалась не высокой.
В 1994 году началось строительство нового трёхэтажного аэровокзала площадью около 38 000 м², расширением перрона для самолётов который сможет вместить 19 самолётов, новой рулёжной дорожки расположенной параллельно взлётной полосе, длинной 2500 м и шириной 44 м и установкой новых генераторных установок, которые могли автономно поддерживать электропитание аэропорта. Также в связи с расширением аэропорта пришлось изменить трассу от Пуэрто-дель-Росарио до Эль-Матторал. В начале 1996 года разрабатывались новые траектории для взлёта самолётов чтобы уменьшить воздействие авиационного шума на близлежащие города, утверждённые в мае 1997 года.
С 2006 года аэровокзал расширили до 93 000 м². В 2013 году была открыта реконструированная диспетчерская вышка, также был открыт грузовой терминал.

## Инфраструктура

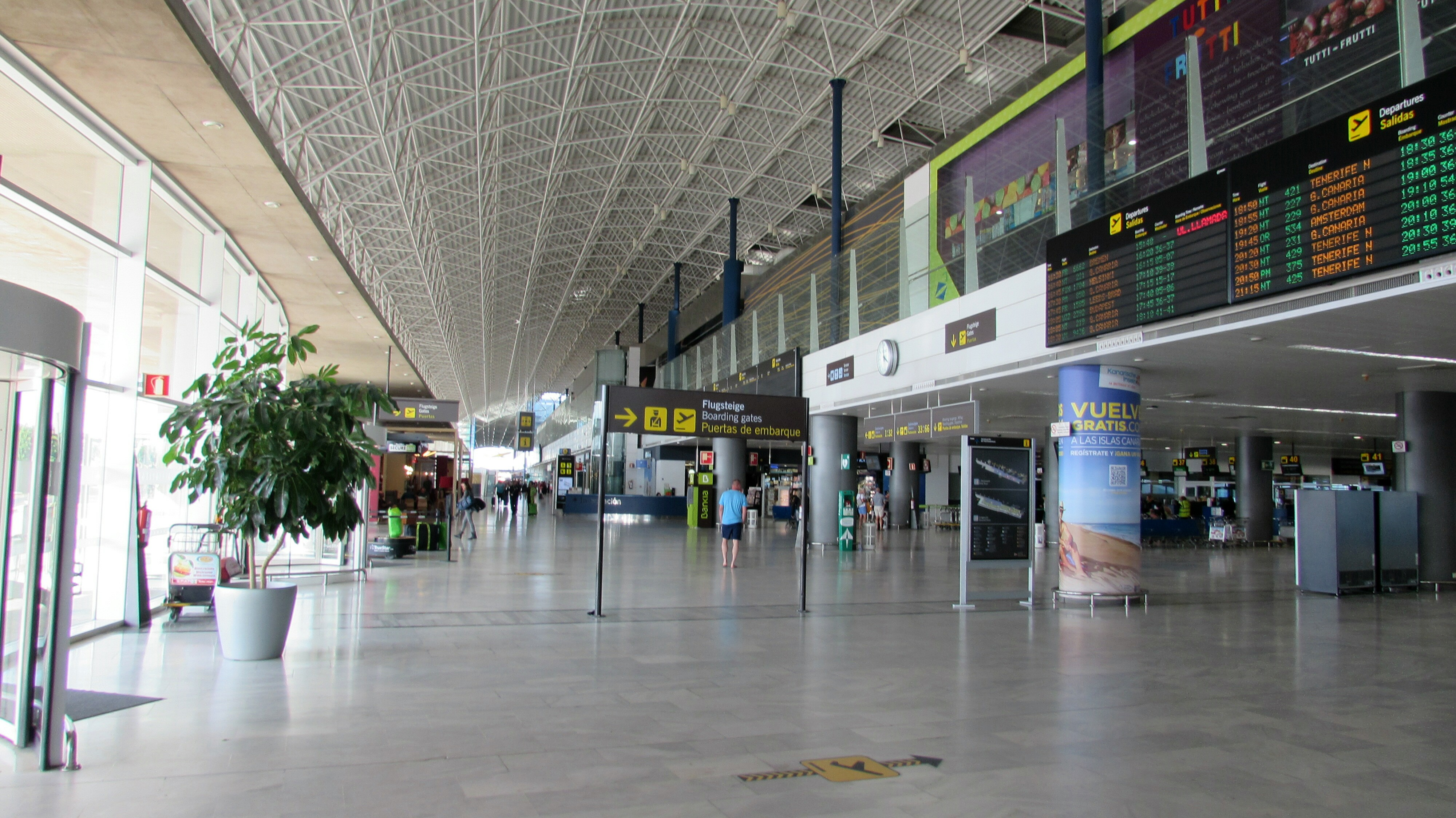
Главный холл терминала

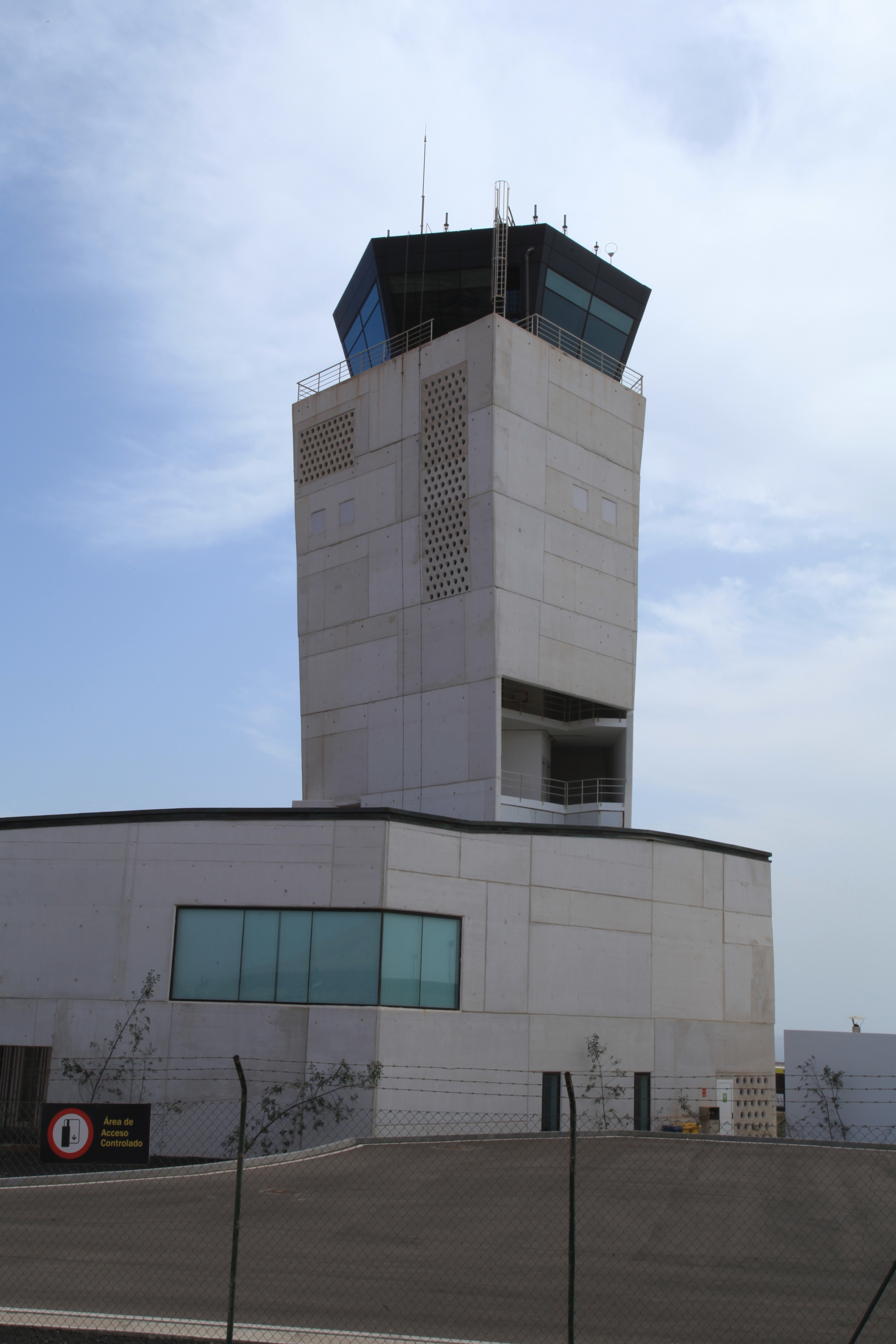
Диспетчерская вышка аэропорта

В аэропорту находится всего одна асфальтированная взлётно-посадочная полоса под маркировкой 01/19 длинной 3406 метров. PCN взлётно-посадочной полосы 130/F/A/W/T
Аэропорт состоит из одного терминала с 24 выходами на посадку. На первом этаже находятся стойки регистрации и зона прибытия, на втором этаже находится зона отбытия.
В аэропорту есть паркинг, P1 имеет почти 1000 парковочных мест.

## Авиакомпании и направления

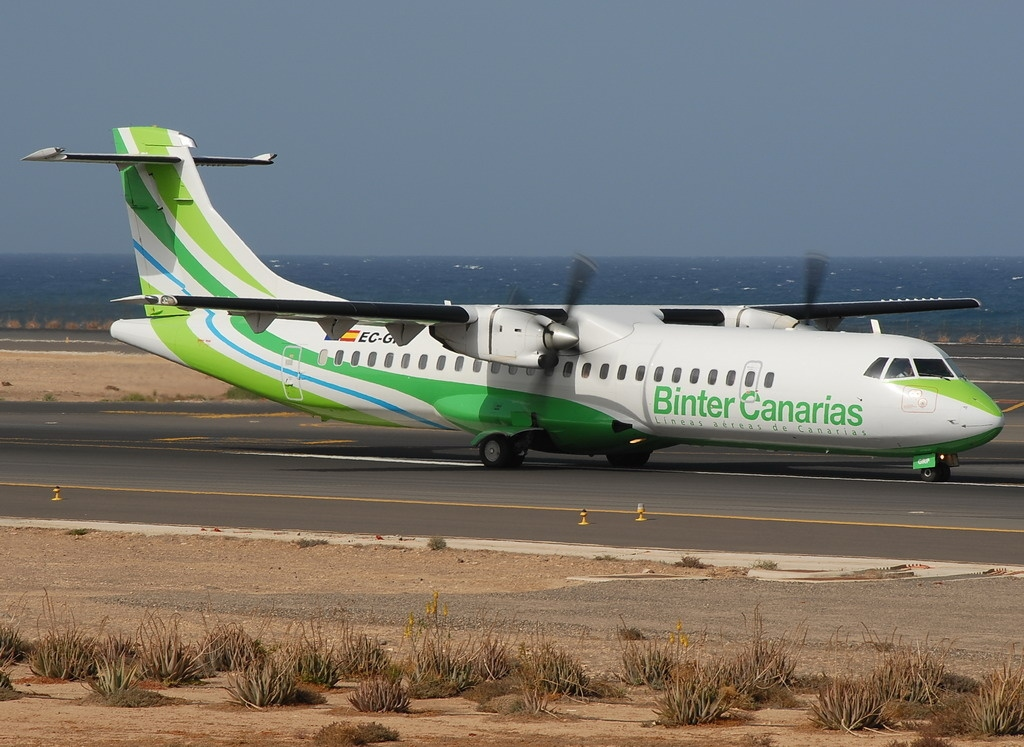
ATR-72-202, авиакомпании Binter

Рейсы на другие Канарские острова выполняют авиакомпании Binter, CanaryFly.
Авиакомпании выполняющие рейсы с материковой части Испании: подразделение флагманского авиаперевозчика Испании — Iberia Express, Air Europa и лоу-кост авиакомпании Ryanair, Vueling, TUIfly.
Другие авиакомпании выполняющие рейсы из заграницы: крупнейшая авиакомпания Европы и главный авиаперевозчик Германии Lufthansa, Condor Airlines, Ирландская Aer Lingus и лоу-кост авиакомпании Eurowings, Easyjet, Jet2.com, Lauda и Wizz Air/UK.

## Пассажиропоток
Данные из запроса в Викиданные.
| Год  | Кол-во пассажиров | %        |
| ---- | ----------------- | -------- |
| 2010 | 4 161 400         | ▲ Н/Д%   |
| 2011 | 4 944 900         | ▲ 15,8 % |
| 2012 | 4 396 300         | ▼ 12,5 % |
| 2013 | 4 252 600         | ▼ 3,4 %  |
| 2014 | 4 760 100         | ▲ 10,7 % |
| 2015 | 5 020 500         | ▲ 5,2 %  |
| 2016 | 5 666 000         | ▲ 11,4 % |
| 2017 | 6 038 700         | ▲ 6,8 %  |
| 2018 | 6 100 000         | ▲ 1,0 %  |
| 2019 | 5 630 200         | ▼ 8,3 %  |

## Транспортное сообщение

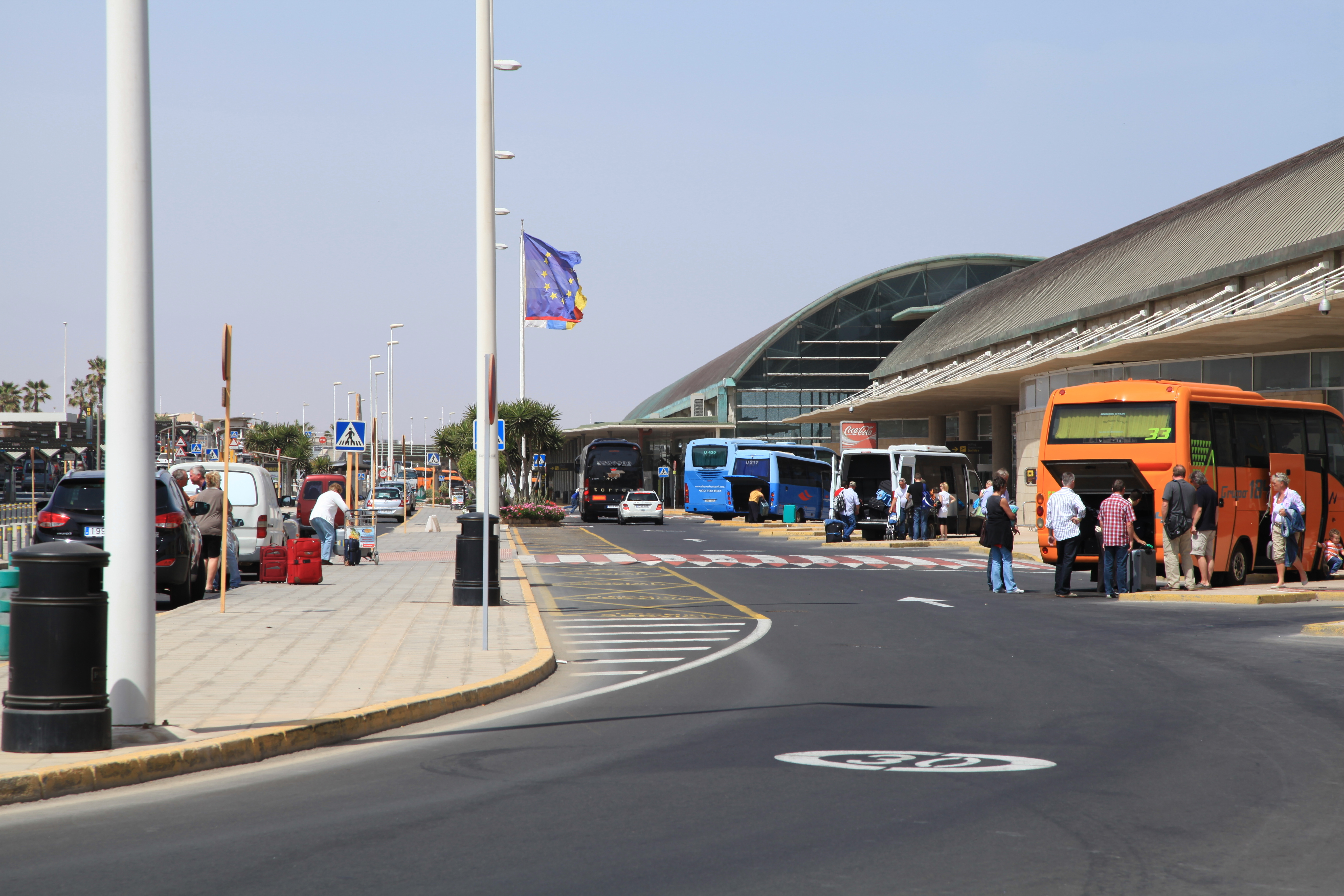
Автобусная остановка в аэропорту

Добраться до Пуэрто-дель-Росарио можно на автобусе по маршруту 3. С понедельника по субботу автобус ходит с интервалом в полчаса, в воскресенья и праздничные дни с интервалом в час, время в пути составляет примерно 15 минут. Стоимость билета 1.45€.
На автомобиле добраться до Пуэрто-дель-Росарио можно за 6 минут, вам потребуется съехать на трассу FV-2 в сторону Пуэрто-дель-Росарио.
До Корралехо можно добраться на автобусе по маршруту 6, ходит из центрального автовокзала Пуэрто-дель-Росарио до Корралехо, время в пути составляет примерно 40 минут.
Стоимость билета 3.40€.